# Český rozhlas České Budějovice
Český rozhlas České Budějovice je regionální rozhlasová stanice Českého rozhlasu, sídlící v Českých Budějovicích a vysílající pro Jihočeský kraj. Vznikla v roce 1945. Ředitelem stanice je od roku 2013 Zdeněk Duspiva.
Vlastní program stanice vysílá denně od 5.00 do 19.00 hodin, v několika oknech přes den a v rámci večerního a nočního vysílání šíří celoplošné pořady stanice ČRo Střední Čechy a společný program regionálních stanic Českého rozhlasu.

## Historie

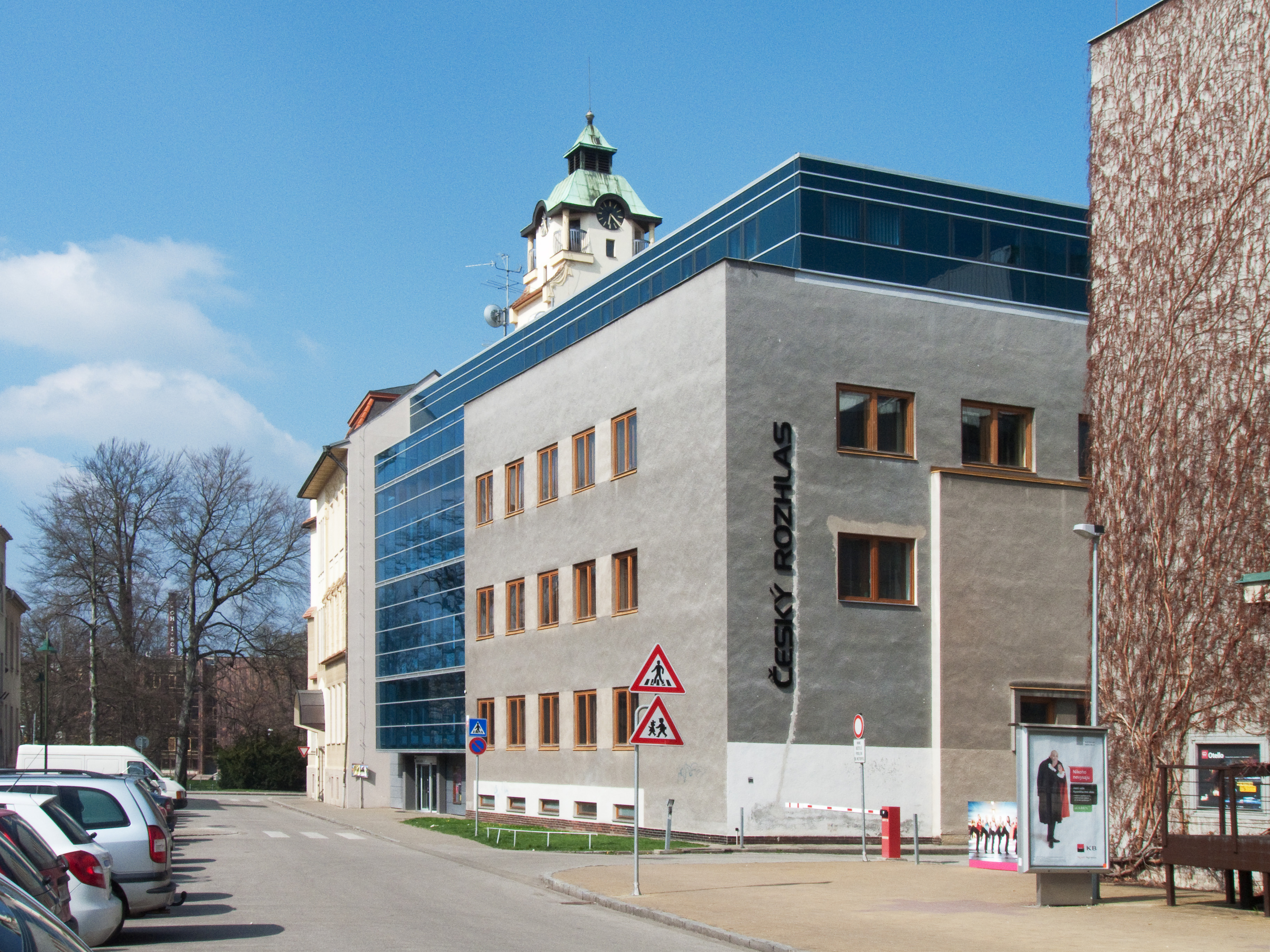
Budova Českého rozhlasu v Českých Budějovicích

Rozhlasový vysílač v Českých Budějovicích zahájil provoz 5. května 1945, avšak krátce na to jej získali pod kontrolu nacisté. Česká hlášení byla vysílána opět od 9. května 1945 a o měsíc později se českobudějovičtí rozhlasoví představitelé zúčastnili programové konference Československého rozhlasu v Praze.
V 80. letech 20. století se zde natáčely prázdninové díly pořadu Meteor. V letech 2000–2013 byla v Českých Budějovicích vysílána rozhlasová verze pořadu Receptář s názvem Receptář je náš, kterou moderoval Přemek Podlaha se svou ženou Kateřinou Kalendovou. Mezi významné osobnosti stanice patřili i Miloň Čepelka, Pavlína Jíšová nebo Ludvík Mühlstein.
Ředitelem stanice je 1. října 2013 stal Zdeněk Duspiva.

## Program
Jako jediná regionální stanice Českého rozhlasu vysílá ČRo České Budějovice četbu na pokračování (Podvečerní čtení). Ranní a odpolední proudové vysílání doplňují tematické magazíny (Zdravíčko, Kuchařské čarování, Dámská jízda, Máme rádi zvířata, Zelené světy, Jihočeši, Kavárna a Vltavín), interview Dopolední host či pořady hudebních blahopřání: Písničky pro radost se věnují dechovce, ostatním hudební žánrům jsou určeny Melodie podvečera (taneční hudba, country, opereta). Specializované hudební pořady se věnují folku, swingu nebo orchestrálním melodiím (jako jediná stanice v ČR). Mezi známé spolupracovníky stanice patří například kuchař Petr Stupka, zahradník Pavel Chlouba nebo astronom Miloš Tichý.
Začátkem roku 2021 začalo českobudějovické studio spolupracovat se Slovenským rozhlasem na výrobě jeho zahradnického pořadu Zo zeme.
Znělka stanice obsahovala melodii lidové písně „Když jsem já šel tou Putimskou branou“ a bylo možné ji slýchat na vlnách českobudějovického studia Českého rozhlasu již před rokem 1946. V dalších desetiletích doznala znělka mnoha úprav. Od roku 2013 stanice zavedla společnou zvukovou grafiku všech regionálních stanic, takže se specifický českobudějovický motiv z vysílání postupně až na výjimky vytratil.

## Distribuce signálu
Stanici lze naladit na VKV na území Jihočeského kraje nebo v DAB+ po celých Čechách. K dispozici je také na internetu jako zvukový stream.
Český rozhlas České Budějovice vysílá 24 hodin denně analogově ze tří jihočeských vysílačů na velmi krátkých vlnách. Digitálně v systému DAB+ je signál šířen v multiplexu Českého rozhlasu. Od roku 2020 vysílá také v satelitním vysílání přes družici Astra 3A (pozice 23,5° východně) v DVB-S2.
| Město            | Frekvence |
| ---------------- | --------- |
| České Budějovice | 106,4 FM  |
| Slavonice        | 88,2 FM   |
| Tábor            | 103,9 FM  |
| celé Čechy       | 12C DAB+  |